# 精伊霍铁路
精伊霍铁路是中国新疆维吾尔自治区境内一条铁路，东起精河县北疆铁路精河站，穿过北天山主岭，经尼勒克县、伊宁县、伊宁市和霍城县到达终点霍尔果斯口岸，并与哈萨克斯坦铁路相接。线路全长286公里，为新疆首条电气化铁路。它是中国重点建设工程，继阿拉山口之后中国又一条连接中亚的铁路通道。

## 建设历史
2004年11月22日开工。2007年1月，受隧道施工进度影响，铁路铺轨停工。2008年9月18日复工。
2008年12月28日北天山隧道全隧贯通。2009年3月11日北天山隧道开始铺轨，此为精伊霍铁路沿线最长隧道。
2009年3月24日，中国铁道部与哈萨克斯坦运输通信部代表团在中哈边界331号界碑会晤，共同勘察确定接轨点位于中哈间最大口岸——霍尔果斯口岸距331号界碑16米处。
2009年9月14日全线贯通，比原计划推迟两年。
2011年12月2日，与哈萨克斯坦铁路完成接轨。

## 技术问题
线路所经天山支脉科古琴山南麓是新疆雪害发生严重的地区之一，部分地段积雪长达6个月，风力可达10级，积雪深度达1米，风吹雪和雪崩灾害严重。为此建设了中国首个铁路防风吹雪走廊，全长34公里，有效防范了雪害对运营安全的威胁。而跨越天山的北天山隧道全长13.6公里，建成时长度居新疆第一，中国第五，地质条件复杂，号称“隧道地质博物馆”，施工难度为中国铁路建设史所罕见。

## 营运状况
2009年11月30日精河至伊宁段开通，12月18日伊宁至霍尔果斯段开通货运，客运于2010年7月1日开通夕发朝至的乌鲁木齐-伊宁的5815/5816次旅客列车，8月12日加开朝发夕至的乌鲁木齐-伊宁K9789/9790双层快速旅客列车。而在此之前，当地哈萨克族牧民已利用铁路进行冬季转场，大大节省了时间和精力。目前伊寧至烏魯木齊之間開行多班城際列車，使來往兩地的時間縮短至5小時左右。